# Tomé
Tomé város Chilében, a VIII. (Biobío) régióban, Concepción tartományban. A 2017-es népszámlálás szerint a város lakossága 54 946 fő, a település területe pedig 494,5 km².